# 內山田竹志
內山田竹志（1946年8月17日—）是一名日本工程師、實業家，豐田汽車公司會長、一般社團法人日本經濟團體聯合會副会長、東和不動產公司監事。

## 生平
父親內山田龜男是第三代豐田皇冠的開發者，故他畢業於名古屋大學工業学部應用物理系後，隨即加入豐田汽車。2005年起升任董事兼副社長，進入管理層。

## 荣誉

### 日本勋章奖章
- 蓝绶褒章（2015年春）
- 旭日大绶章（2020年11月3日公布[1]）